# Tetrigona melanoleuca
Tetrigona melanoleuca är en biart som först beskrevs av Cockerell 1929.  Tetrigona melanoleuca ingår i släktet Tetrigona, och familjen långtungebin. Inga underarter finns listade.

## Utseende
Arten påminner om Tetrigona apicalis, men är mindre och mörkare. Thailändska former har huvudet och främre delen av mellankroppen mörkt rödbruna, och resten av kroppen mer eller mindre svart. Det förekommer även nästan helt melanistiska (helsvarta) individer.

## Ekologi
Släktet Tetrigona tillhör de gaddlösa bina, ett tribus (Meliponini) av sociala bin som saknar fungerande gadd. De har dock kraftiga käkar, och kan bitas ordentligt. Boet skyddas aggressivt av arbetarna.

## Utbredning
Tetrigona melanoleuca är en sydöstasiatisk art som förekommer i Myanmar, Laos, Thailand, Malaysia (inklusive Sarawak) och Indonesien.